# Апейрогон

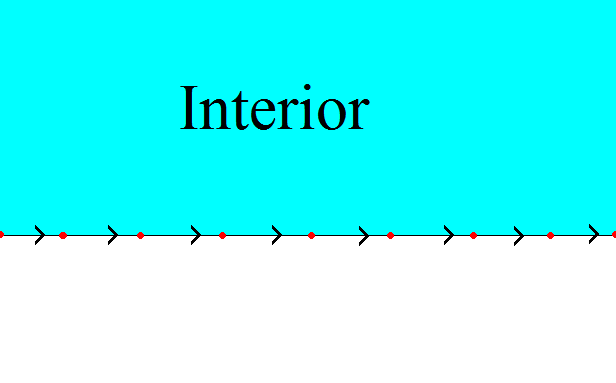
Два апейрогони заповнюють площину, утворюючи правильне замощення з вершинною конфігурацією.

Апейрогон або нескінченнокутник (від дав.-гр. ἄπειρος — нескінченний або безмежний і дав.-гр. γωνία — кут) — узагальнення многокутника зі зліченно-нескінченним числом сторін.

## Правильний апейрогон
Правильний апейрогон має сторони рівної довжини, як і будь-який інший правильний многокутник. Його символ Шлефлі — {∞}, діаграма Коксетера — Динкіна — .
Правильний апейрогон розбиває площину на дві півплощини, утворюючи апейрогональний діедр {∞,2}. Внутрішню частину апейрогона можна визначити, вказавши напрям сторін.
| Правильні | Правильні | Однорідні | Однорідні  |
| ∞.∞       | 2∞        | 4.4.∞     | 3.3.3.∞    |
| --------- | --------- | --------- | ---------- |
|           |           |           |            |
| {∞, 2} ·  | {2, ∞} ·  | t{2, ∞} · | sr{2, ∞} · |

Правильними апейрогонами можна вважати прямі, що складаються з ребер чотирьох однорідних мозаїк і п'яти мозаїк, двоїстих однорідним, на евклідовій площини.
| 3 напрямки            | 3 напрямки       | 1 напрямок                 | 2 напрямки                  |
| --------------------- | ---------------- | -------------------------- | --------------------------- |
| Шеститрикутна мозаїка | Трикутний паркет | Подовжена трикутна мозаїка | Квадратний паркет (кадриль) |

| 3 напрямки   | 3 напрямки                 | 6 напрямків                  | 1 напрямок                     | 4 напрямку                  |
| ------------ | -------------------------- | ---------------------------- | ------------------------------ | --------------------------- |
| Тетрамозаїка | Розділена трикутна мозаїка | Розділена шестикутна мозаїка | Призматична п'ятикутна мозаїка | Розділена квадратна мозаїка |

## Неправильні апейрогони
Ізогональний апейрогон має вершини одного типу і сторони двох типів (довжин), що чергуються.
Квазіправильний апейрогон — ізогональний апейрогон з однаковими довжинами сторін.
Ізотоксальний апейрогон є двоїстим відносно ізогонального. Він має один тип ребер і два типи вершин і геометрично ідентичний правильному апейрогону, що можна показати почерговим розфарбуванням вершин у два кольори.
| Правильний      | … … |
| Квазіправильний | … … |
| Ізогональний    | … … |
| Ізотоксальний   | … … |

## Апейрогони на гіперболічній площині

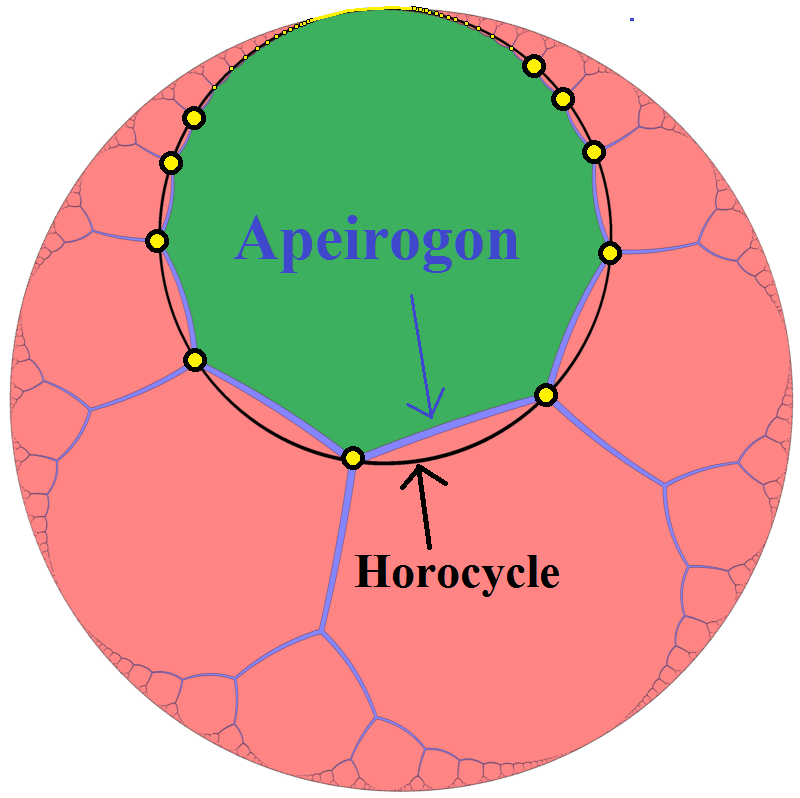
Апейрогон та описаний навколо нього орицикл.

Правильні апейрогони на гіперболічній площині мають кривину, так само, як і многокутники зі скінченним числом сторін. Навколо апейрогона на гіперболічній площині можна описати орицикл або еквідистанту (гіперцикл), аналогічно тому, як навколо многокутника зі скінченним числом сторін можна описати коло.
| 3         | 4         | 5         |
| --------- | --------- | --------- |
| · {∞,3} · | · {∞,4} · | · {∞,5} · |

| 6         | 7         | 8         | … | ∞         |
| --------- | --------- | --------- | - | --------- |
| · {∞,6} · | · {∞,7} · | · {∞,8} · | … | · {∞,∞} · |

| {∞, 3}          | tr{∞, 3}              | tr{12i, 3}              |
| --------------- | --------------------- | ----------------------- |
| Правильний: {∞} | Квазіправильний: t{∞} | Квазіправильний: t{12i} |